# FK 투르노보
FK 투르노보(마케도니아어: ФК Турново, FK Turnovo)는 스트루미차 인근에 위치한 투르노보(Turnovo) 마을을 연고로 하는 북마케도니아의 축구 클럽이다. 현재는 북마케도니아 2부 리그에 참가하고 있다.

## 역대 감독
| 감독            | 임기        |
| --------------- | ----------- |
| 고체 세들로스키 | 2013 ~ 2014 |

## 성적
- 북마케도니아 1부 리그 준우승 1회 (2013-14)
- 북마케도니아 2부 리그 우승 1회 (2007-08), 준우승 1회 (1993-94)

틀:북마케도니아 3부 리그